# Tuncel Kurtiz
Tuncel Kurtiz (Bilecik vagy Törökország, 1936. február 1. – Isztambul, 2013. szeptember 27.) török színész.
Magyarországon az Ezel című sorozattal lett ismert, majd 2012 és 2013 között szerepelt a szintén nagy sikerrel futó Szulejmánban is. Törökországban több mint 70 film, televíziós sorozat és színházi fellépés fűződik a nevéhez, ezenkívül rendező és forgatókönyvíró is volt.

## Élete és pályafutása
Tuncel Kurtiz İzmit városában született. Apja kerületi kormányzó, anyja bosnyák származású tanár volt. A szülők foglalkozása miatt szinte az egész országot bejárta. Miután elvégezte a középiskolát Isztambulban, az egyetemen angolt és filozófiát tanult.
Karrierjét 1958-ban kezdte, színházi előadásokban lépett fel. Gothenburg Városi Színház, Stockholmi Royal Színház, a Schaubühne Berlinben, és Frankfurt. Néhány hely ahol fellépett az 1970-es években.
Az egyetemi ,majd a katonaszolgálati évek alatt ismerte meg Yılmaz Güneyt a híres rendezőt. Számos filmen dolgoztak együtt. A 70-es években nem lehetett elhagyni Törökországot ő azonban megszökött, és részt vett a Cannes-i Filmfesztiválon.
Első filmje 1964-ben a Şeytanın Uşakları volt, majd haláláig számos filmben, és televíziós sorozatban játszott. Európában is híressé Ramiz Karaeski (Ezel), és Mehmet Ebussuud Efendi (Szulejmán) megformálása miatt lett. Utóbbi sorozatban haláláig forgatott.

## Halála
2013 szeptember 28-án hunyt el 77 évesen. Valószínűleg természetes halállal halt meg, azonban voltak olyan feltételezések, hogy eleshetett és beüthette a fejét.

## Filmográfia

### Televízió
- Szulejmán: Mehmet Ebussuud Efendi (2012–2013) (Magyar hang: Áron László)
- Ezel: Ramiz Karaeski (2009–2011) (Magyar hang: Versényi László)
- Asi: Cemal Ağa (2007–2009)
- Kara Duvak (2007)
- Hacı (2006)
- Vägen till Gyllenblå (1985- Svédország)
- Die Abschiebung: (Marianne Lüdcke) (1985- Nyugat-Németország)
- Tetthely: Tod im U-Bahnschacht (1975- Nyugat-Németország)